# نورت ولی استریم (نیویورک)
نورت ولی استریم (به انگلیسی: North Valley Stream) یک منطقهٔ مسکونی در ایالات متحده آمریکا است که در شهرستان نساو، نیویورک واقع شده‌است. نورت ولی استریم ۴٫۹ کیلومتر مربع مساحت و ۱۶٬۶۲۸ نفر جمعیت دارد و ۱۱ متر بالاتر از سطح دریا واقع شده‌است.